# WNBA Draft 2023
Der WNBA Draft 2023 war die 27. Talentziehung der Women’s National Basketball Association und fand am 10. April 2023 in New York City statt. Im Gegensatz zu den Vorjahren wurde der gesamte Draft landesweit auf ESPN ausgestrahlt.
Insgesamt wurden in drei Runden 36 Spielerinnen von den WNBA-Franchises ausgewählt. Mit dem First Overall Draft-Pick wählten die Indiana Fever die US-Amerikanerin Aliyah Boston aus. An zweiter Stelle wurde die US-Amerikanerin Diamond Miller von den Minnesota Lynx und an dritter Stelle die US-Amerikanerin Maddy Siegrist von den Dallas Wings ausgewählt.

## Draft-Lotterie
Die Draft-Lotterie zur Feststellung der Auswahlreihenfolge auf den ersten vier Plätzen fand am 11. November 2022 statt und wurde auf ESPN übertragen. Als Mannschaften, die in der Vorsaison nicht an den Playoffs teilnahmen, qualifizierten sich die Indiana Fever, Atlanta Dream, Los Angeles Sparks und Minnesota Lynx für die Lotterie. Im Februar 2022 hatte Los Angeles bereits ihren entsprechenden Pick im Tausch an die Washington Mystics gegeben, sodass diese letztendlich unter den ersten Team draften durften.
| Lotteriechancen                             | Lotteriechancen    | Lotteriechancen |
| Team                                        | Bilanzen 2021/2022 | Gewinnchance    |
| ------------------------------------------- | ------------------ | --------------- |
| Indiana Fever                               | 11–57              | 44,2 %          |
| Atlanta Dream                               | 22–46              | 27,6 %          |
| Washington Mystics (via Los Angeles Sparks) | 25–43              | 17,8 %          |
| Minnesota Lynx                              | 36–32              | 10,4 %          |

Indiana gewann zum ersten Mal in ihrer Franchisegeschichte die Lotterie und erhielten den ersten Pick. Als weitere Reihenfolge ergab sich Minnesota als zweite, Atlanta als dritte und Washington als vierte.

## WNBA Draft
In den drei Runden des WNBA Draft 2023 wurden am 10. April 2023 die folgenden 36 Spielerinnen ausgewählt:

### Runde 1
| Pick | Spielerin          | Nationalität       | WNBA-Mannschaft    | College / Profi-Verein             | Anmerkung                                                             |
| ---- | ------------------ | ------------------ | ------------------ | ---------------------------------- | --------------------------------------------------------------------- |
| 1    | Aliyah Boston      | Vereinigte Staaten | Indiana Fever      | South Carolina                     |                                                                       |
| 2    | Diamond Miller     | Vereinigte Staaten | Minnesota Lynx     | Maryland                           |                                                                       |
| 3    | Maddy Siegrist     | Vereinigte Staaten | Dallas Wings       | Villanova                          | Pick von Atlanta erhalten                                             |
| 4    | Stephanie Soares   | Brasilien          | Washington Mystics | Iowa State                         | Pick von Los Angeles via Atlanta erhalten, später zu Dallas getauscht |
| 5    | Lou Lopez Sénéchal | Mexiko/ Frankreich | Dallas Wings       | UConn                              | Pick von Phoenix via Chicago erhalten                                 |
| 6    | Haley Jones        | Vereinigte Staaten | Atlanta Dream      | Stanford                           | Pick von New York via Connecticut erhalten                            |
| 7    | Grace Berger       | Vereinigte Staaten | Indiana Fever      | Indiana                            | Pick von Dallas erhalten                                              |
| 8    | Laeticia Amihere   | Kanada             | Atlanta Dream      | South Carolina                     | Pick von Washington erhalten                                          |
| 9    | Jordan Horston     | Vereinigte Staaten | Seattle Storm      | Tennessee                          |                                                                       |
| 10   | Zia Cooke          | Vereinigte Staaten | Los Angeles Sparks | South Carolina                     | Pick von Connecticut erhalten                                         |
| 11   | Abby Meyers        | Vereinigte Staaten | Dallas Wings       | Maryland                           | Pick von Chicago via Indiana erhalten                                 |
| 12   | Maïa Hirsch        | Frankreich         | Minnesota Lynx     | ESB Villeneuve-d'Ascq (Frankreich) | Pick von Las Vegas erhalten                                           |

### Runde 2
| Pick | Spielerin               | Nationalität       | WNBA-Mannschaft    | College / Profi-Verein       | Anmerkung                   |
| ---- | ----------------------- | ------------------ | ------------------ | ---------------------------- | --------------------------- |
| 13   | Taylor Mikesell         | Vereinigte Staaten | Indiana Fever      | Ohio State                   |                             |
| 14   | Shaneice Swain          | Australien         | Los Angeles Sparks | Cairns Dolphins (Australien) |                             |
| 15   | Leigha Brown            | Vereinigte Staaten | Atlanta Dream      | Michigan                     |                             |
| 16   | Dorka Juhász            | Ungarn             | Minnesota Lynx     | UConn                        |                             |
| 17   | LaDazhia Williams       | Vereinigte Staaten | Indiana Fever      | LSU                          | Pick von Phoenix erhalten   |
| 18   | Madi Williams           | Vereinigte Staaten | Seattle Storm      | Oklahoma                     | Pick von New York erhalten  |
| 19   | Ashley Joens            | Vereinigte Staaten | Dallas Wings       | Iowa State                   |                             |
| 20   | Elena Tsineke           | Griechenland       | Washington Mystics | South Florida                |                             |
| 21   | Dulcy Fankam Mendjiadeu | Kamerun            | Seattle Storm      | South Florida                |                             |
| 22   | Alexis Morris           | Vereinigte Staaten | Connecticut Sun    | LSU                          |                             |
| 23   | Kayana Traylor          | Vereinigte Staaten | Chicago Sky        | Virginia Tech                |                             |
| 24   | Brea Beal               | Vereinigte Staaten | Minnesota Lynx     | South Carolina               | Pick von Las Vegas erhalten |

### Runde 3
| Pick | Spielerin        | Nationalität       | WNBA-Mannschaft    | College / Profi-Verein | Anmerkung                 |
| ---- | ---------------- | ------------------ | ------------------ | ---------------------- | ------------------------- |
| 25   | Victaria Saxton  | Vereinigte Staaten | Indiana Fever      | South Carolina         |                           |
| 26   | Monika Czinano   | Vereinigte Staaten | Los Angeles Sparks | Iowa                   |                           |
| 27   | Destiny Harden   | Vereinigte Staaten | Phoenix Mercury    | Miami                  | Pick von Atlanta erhalten |
| 28   | Taylor Soule     | Vereinigte Staaten | Minnesota Lynx     | Virginia Tech          |                           |
| 29   | Kadi Sissoko     | Frankreich         | Phoenix Mercury    | USC                    |                           |
| 30   | Okako Adika      | Dänemark           | New York Liberty   | USC                    |                           |
| 31   | Paige Robinson   | Vereinigte Staaten | Dallas Wings       | Illinois State         |                           |
| 32   | Txell Alarcón    | Spanien            | Washington Mystics | Araski AES (Spanien)   |                           |
| 33   | Jade Loville     | Vereinigte Staaten | Seattle Storm      | Arizona                |                           |
| 34   | Ashten Prechtel  | Vereinigte Staaten | Connecticut Sun    | Stanford               |                           |
| 35   | Kseniya Malashka | Belarus            | Chicago Sky        | Middle Tennessee       |                           |
| 36   | Brittany Davis   | Vereinigte Staaten | Las Vegas Aces     | Alabama                |                           |